# Gérard Girouard
Pour l’article homonyme, voir Girouard.
Gérard Girouard, né le 27 mars 1933 à Saint-Hyacinthe et mort le 22 mai 2017 à Saint-Hyacinthe, est un avocat, professeur de droit et homme politique canadien.

## Biographie
Né à Saint-Hyacinthe dans la région de la Montérégie, il étudia au Séminaire de Mont-Laurier et à l'Université d'Ottawa. Devenu apte à travailler comme avocat, il partit pratiquer à Mont-Laurier.
Élu député du Parti Crédit social du Canada dans la circonscription fédérale de Labelle en 1963, il quitta le caucus créditiste pour se rallier au Parti progressiste-conservateur du Canada. Tentant une réélection dans la circonscription de Hull en 1965, il fut défait par le libéral Alexis Caron.
Après avoir pratiqué le droit à Gatineau, autrefois Hull, il fut procureur de la couronne du Chef de sa majesté à Montréal de 1966 à 1978, à titre de procureur, puis procureur chef-adjoint et, finalement, procureur chef pour le district de Montréal. Il fut nommé juge à la Cour des sessions de la Paix, aujourd'hui la Cour du Québec, chambre criminelle et pénale, en 1978. Après cinq ans comme juge surnuméraire, il prend définitivement sa retraite à l'âge de 75 ans.